# Susan J. Matt
 (novembre 2023).
Susan J. Matt (née en 1967) est un historienne et professeur universitaire américaine. En 2019, ses axes de recherche sont l'histoire des émotions, l'histoire culturelle et sociale des États-Unis, le consumérisme et les technologies.

## Biographie
Susan J. Matt détient un BA de l'université de Chicago (1989) et un doctorat de l'université Cornell (1996).
En 2019, elle enseigne l'histoire à l'université d'État de Weber.

## Œuvres
- 2002 : Keeping up with the Joneses: Envy in American consumer society, 1890-1930, University of Pennsylvania Press
- 2008 : (avec William T. Allison) Dreams, myths, and reality, Signature Books
- 2011 : Homesickness: an American history, Oxford University Press [présentation]
- 2013 : (avec Peter N. Stearns) Doing emotions history, University of Illinois Press
- 2015 : (collaboratrice) A Destiny of Choice?: New Directions in American Consumer History, Lexington Books
- 2019 : (directrice) A cultural history of the emotions in the Age of Romanticism, Revolution and Empire, Bloomsbury Academic
- 2019 : (avec Luke Fernandez) Bored, lonely, angry, stupid : changing feelings about technology, from the telegraph to Twitter, Harvard University Press, 2019, 472 p.